# Organización de la Juventud Nacional
La Organización de la Juventud Nacional (en griego antiguo: Εθνική Οργάνωσις Νεολαίας, Ethnikí Orgánosis Neoléas, EON) fue una organización juvenil organizada por la dictadura del general griego Ioannis Metaxas, creada por decreto el 7 de noviembre de 1936. Ante la falta de un partido de masas que respaldase el poder del dictador, la EON realizó su función, como única organización de masas del régimen.

## Características

Escudo de EON, similar a las fasces de Mussolini.

A diferencia de otras organizaciones similares de la época, como las Juventudes Hitlerianas alemanas o los balillas italianos, la afiliación a EON era voluntaria. El ingreso, sin embargo, conllevaba grandes ventajas y existía notable presión a favor de la participación en la agrupación. Contaba además con una gestión teóricamente autónoma respecto del Gobierno que, sin embargo, ejercía en la práctica un estrecho control sobre la misma. Los miembros debían pertenecer a la iglesia ortodoxa, quedando excluidos los judíos.
Como otras organizaciones similares del periodo, adoptó un uniforme de tipo militar y el saludo fascista. Sus miembros, de edades normalmente comprendidas entre 14 y 25 años, juraban obediencia al «Archigos» (Αρχηγός, «Líder») y fidelidad a los ideales del «régimen del 4 de agosto. Su emblema mostraba el labrys, una hacha de doble filo que era conocido por ser el símbolo más habitual de la antigua civilización minoica, que era considerada por Metaxas como "la más antigua de todas las civilizaciones helénicas".
Su función era principalmente ideológica (la formación de una «juventud patriótica») y de control de cualquier tipo de subversión entre la juventud. Sirvió para regimentar a la sociedad griega, junto con los batallones de trabajadores.
Como otras organizaciones parecidas, causó tensiones en las familias entre los jóvenes afiliados a EON y los padres. Tampoco el Ejército, que había recibido bien el golpe de Estado de Metaxas, vio con buenos ojos la creación de la organización, de carácter paramilitar.
La EON se creó tomando como modelo organizaciones parecidas de los regímenes fascistas alemán e italiano. Especialmente relevante fue la relación con las Hitlerjugend alemanas, cuyos representantes visitaron Grecia en varias ocasiones para aportar sus experiencias. En diciembre de 1938, el jefe de las Hitlerjugend Baldur von Schirach fue recibido en Atenas con muchos agasajos por parte de la EON.

## Historia

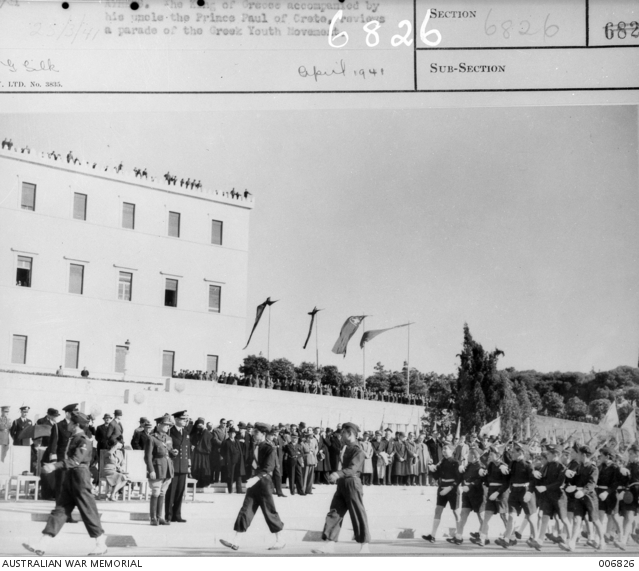
Desfile de miembros de EON ante el rey Jorge II de Grecia tras la muerte de Metaxas, en la primavera de 1941.

Creada pocos meses después de la imposición de la dictadura del general retirado Ioannis Metaxas con la aquiescencia del monarca griego, EON pasó a ser la principal preocupación del dictador desde 1938 hasta su muerte a comienzos de 1941. Surgida mediante la Ley 334 del 7 de octubre de 1936, comenzó como otra organización más de juventudes. Pronto, sin embargo, Metaxas impuso una dura disciplina de estilo militar, y una obediencia ciega a los principios de su nueva Tercera Civilización Helénica.

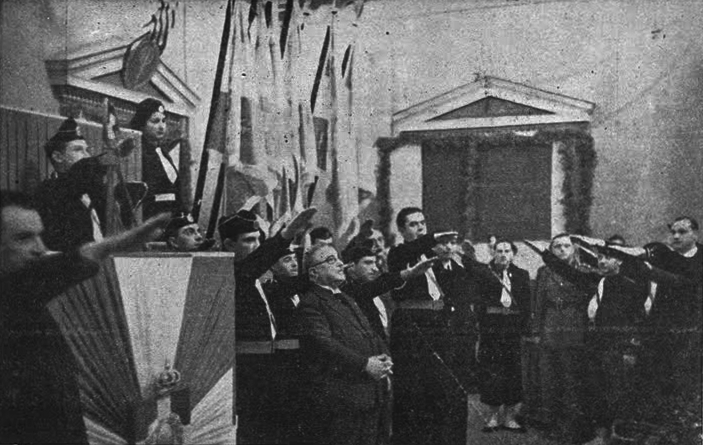
Ioannis Metaxas, en el centro, recibiendo el saludo fascista de miembros de EON en 1938

La organización consumió grandes partidas del presupuesto nacional, a menudo en actividades extravagantes, justificándose por el interés de Metaxas en la misma.
Desde el comienzo, contó con una complicada jerarquía y funcionariado propio, causa de numerosos escándalos políticos y financieros Contó con su propio servicio de seguridad, que se convertiría con el tiempo en un apoyo del servicio de policía secreta ("Asfaleia"). Paulatinamente, la organización fue infiltrándose en el sistema regular de educación nacional, a pesar de la oposición del ministro responsable del área. En 1938 el propio Metaxas se hizo con la dirección del ministerio para acabar con el enfrentamiento entre este último y la EON.
A comienzos de enero de 1939, la EON celebró su primer congreso, en el que Metaxas anunció sucintamente los ideales de la organización: rey, patria, religión y regeneración nacional. Pronto la organización se convirtió en un método de adoctrinamiento de la juventud en la ideología del régimen.
A pesar de que EON se definía como una organización cristiana, el nacionalismo prevalecía sobre la religión, por preferencia de Metaxas. y era la nación griega, y no Dios, la que era objeto de mayor veneración. 
A finales de año, la pertenencia a EON era prácticamente obligatoria. En octubre de 1939, contaba con unos setecientos cincuenta mil miembros y era el orgullo de Metaxas. En 21 de junio de 1939, Metaxas disolvió la rama griega de los Boy Scout, absorbiéndola en EON, y poco después hizo lo mismo con la YMCA local.
Con el estallido de la guerra greco-italiana del invierno de 1940-41, la EON pasó a desempeñar un papel de ayuda al ejército griego en la retaguardia. Algunas divisiones ayudaban en el suministro de provisiones a los soldados del frente, mientras que otras divisiones se encargaban de ayudar en las casas de las esposas cuyo marido se había ausentado para cumplir con sus obligaciones militares. En estas circunstancias, la formación militar que se daba en la EON ayudó en estos menesteres.
La organización sobrevivió a la muerte de Metaxas en enero de 1941, bajo el liderazgo de Kanellopoulos, y seguiría existiendo hasta abril de 1941. En aquel momento, se disolvió junto con el resto de organismos del Estado metáxico con la ocupación alemana en abril de 1941.